# Мапа дурнів

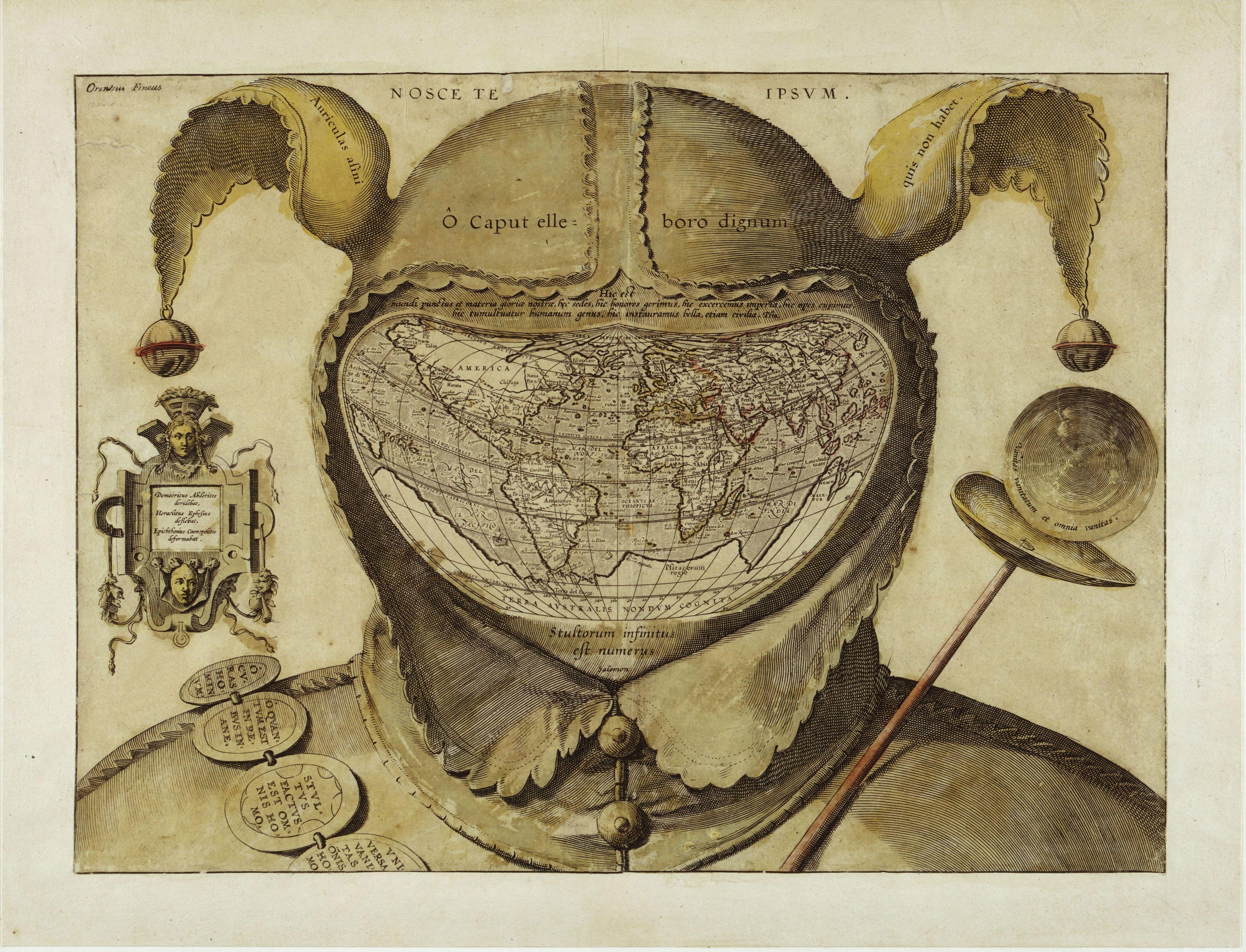
Мапа дурнів.

«Мапа дурнів» — це гравюра карти світу, зроблена в кінці 16-го століття.
Карта світу на ній обрамлена у капелюх блазня. Вчені вважають, що це найбільш раннє використання карти світу у візуальному жарті.
Зліва на карті написано: «Демокріт з Абдери сміявся зі світу, Геракліт плакав над ним, Epichtonius Cosmopolites зображує його». Останнє ім'я це псевдонім картографа.
Зверху мапи латиною написано «Впізнай себе». Зверху на шапці блазня написано: «Суєта суєт, усе суєта», а знизу: «Кількість дурнів нескінченна». Це слова Царя Соломона зі Старого Заповіту.
Карта нагадує  зроблені Абрагамом Ортеліусом, фламандським / нідерландським картографом і географом, які були опубліковані протягом 1580-х рр. 